# Hambergite
La hambergite  est un minéral constitué de borate de béryllium, de formule chimique Be2BO3OH, nommé en l'honneur de l'explorateur et minéralogiste suédois Axel Hamberg (1863-1933). Elle est considérée comme une gemme.

## Propriétés
Le minéral se présente sous forme de cristaux orthorhombiques blancs ou incolores,, généralement tabulaires, prismatiques ou dipyramidaux, exhibant des faces striées le long de l'axe c. Ces cristaux, d'une brillance vitreuse, peuvent atteindre jusqu'à 30 centimètres de long. On observe également sa présence sous forme d'agrégats minéraux granuleux. Dans sa forme pure, l'hambergite est incolore et transparente. Cependant, en raison de phénomènes de réfraction multiples de la lumière dus à des irrégularités dans la structure cristalline ou à une formation polycristalline, elle peut également présenter une teinte blanche et prendre des nuances de gris-blanc à blanc jaunâtre en raison de l'incorporation d'impuretés qui réduisent sa transparence.
Avec une dureté de 7,5 sur l'échelle de Mohs, l'hambergite fait partie des minéraux durs et, comme le quartz, minéral de référence, elle est capable de rayer le verre.

## Classification
Dans la 8e édition de la systématique minérale de Strunz, la hambergite faisait partie de la classe des « carbonates, nitrates et borates », spécifiquement de la section des « borates d'échafaudage avec [BO2]1− à [B6O10]2− ». Elle formait le « groupe hambergite-rhodizite » avec la rhodizite, identifié sous le numéro de système V/L.02. Dans la 9e édition, en vigueur depuis 2001, la classification de Strunz place la hambergite dans la classe nouvellement définie des « borates », plus précisément dans la division des « monoborates ». Cette branche est subdivisée en fonction du complexe de borate et de la présence d'autres anions, situant la hambergite dans la sous-division « BO3 avec des anions supplémentaires ; 1(Δ) + OH, etc. », où elle constitue le seul membre du groupe, sans nom, 6.AB.05.
La classification de Dana, principalement utilisée dans l'espace anglophone, situe la hambergite avec la classification obsolète de Strunz dans la section des « borates anhydres avec hydroxyle ou halogène » et en représente le seul membre du groupe sans nom 25.01.01 au sein de la sous-section du même nom.

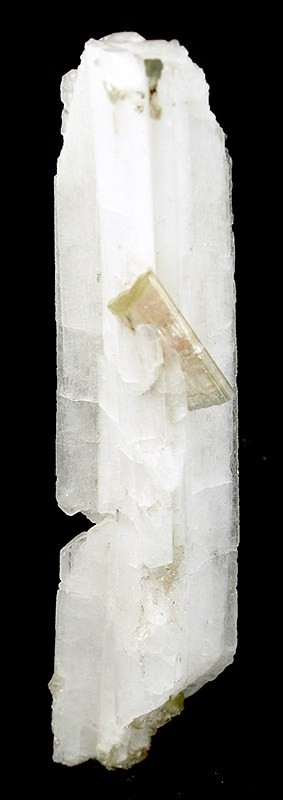
Hambergite à double terminaison abritant également un cristal d'elbaïte de 1,4 cm de long (lui-même à double terminaison), du Népal. Taille :

## Structure cristalline
La hambergite cristallise de façon orthorhombique dans le groupe d'espace Pbca (groupe spatial n° 61) avec les paramètres de maille, a = 9,76 Å, b = 12,20 Å et c = 4,43 Å ainsi que 8 unités de formule par cellule élémentaire.
La hambergite appartient à la catégorie des borates d'échafaudage, caractérisés par une structure cristalline composée de groupes plats [BO3]3−. Les ions Be sont entourés (coordonnés) par trois ions O2− provenant des groupes [BO3] et un ion (OH)− chacun. La structure peut ainsi être visualisée, à travers les ions O2−, comme un treillis tétraédrique similaire aux modifications de SiO2.

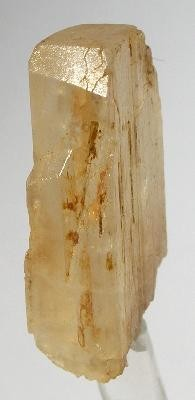
Cristal tabulaire de Gem Hill, district de Mesa Grande, comté de San Diego, Californie. Taille :.

## Environnement et gisements
La hambergite se forme dans les pegmatites granitiques à béryllium comme phase accessoire rare. Cependant, elle peut également résulter de solutions hydrothermales se formant dans les cavités des pegmatites. On la trouve associée au béryl, à la danburite, à l'apatite, au spodumène, au zircon, à la fluorine, au feldspath et au quartz.
Elle a été décrite pour la première fois par le minéralogiste et géographe Waldemar C. Brøgger en 1890. Sa localité type est Salbutangen, près de Helgeroa, dans le Langesundsfjord, sur la commune de Larvik, comté de Vestfold, en Norvège, où elle a été trouvée dans un dyke de pegmatite d'environ 10 à 20 centimètres de large de composition syénite néphélinique,.
Bien que rare, la hambergite est recensée dans 90 gisements par Mindat.org. De plus, le minéral a été découvert à plusieurs endroits sur la commune de Larvik, ainsi que sur la commune de Porsgrunn, en Norvège.
Certains sites notables pour des découvertes exceptionnelles de hambergite comprennent la Little Three Mine près de Ramona (Californie), où des cristaux pouvant atteindre 20 centimètres de long ont été trouvés. Des cristaux jusqu'à 11 cm de long ont été découverts près d'Imalo et d'Anjanabonoina dans la région de Vakinankaratra à Madagascar.